# TATAボックス
TATA ボックスとは、真核生物及び古細菌の遺伝子において、RNAポリメラーゼIIによる転写開始位置の上流25塩基対の位置、あるいはさらに上流に存在する共通した塩基配列のこと。ターター（またはタタ）ボックスと発音する。チミン (T) と アデニン (A) が繰り返すことから命名された。ゴールドバーグ・ホグネスボックス (Goldberg-Hogness box) あるいはホグネスボックスとも呼ばれる。

## 概要
TATAボックスは、遺伝子の転写においてプロモーターとして機能し、その転写の開始位置を規定する配列といわれている。真核生物の場合ここに、基本転写因子のTFIIDが結合し、DNAの形を「ねじる」とされている。
具体的な配列としては（5'-TATAA/TAA/TG-3'）などがある。
古細菌では（5'-TTTATATA-3'、5'-TTTTTAAA-3'）などいくつかの配列が知られている。なお、古細菌と真核生物のTATAボックスは、それぞれの結合因子を入れ替えても機能することが試験管内での実験により確かめられている。
実際にプロモーター領域に TATA ボックスを持つ遺伝子は、酵母において全体の 19 % 程度であり、他に転写の開始位置を規定する配列として、イニシエーターエレメント (Inr; initiator) などの存在が知られている。
TATAボックスは真正細菌における、プリブノーボックス（Pribnow box;-10領域とも呼ばれる）に相当する。こちらもTATAボックスと呼ばれることがある。